# Neutrofilia
La neutrofilia, nota anche come leucocitosi neutrofila, è l'aumento del numero dei granulociti neutrofili, o neutrofili, uno dei 5 tipi di globuli bianchi che circolano nel sangue periferico.
Il numero di neutrofili in circolo varia notevolmente da individuo ad individuo. Per tale motivo si considera "normale" un numero pari a circa 4000 cellule/mm3 di sangue (tenendo conto di un ampio range di normalità, con valori variabili tra 1 500 e 7 000/mm3). Quando il numero di granulociti neutrofili presenti in circolo oltrepassa i 7700 per millimetro cubo (o microlitro) è possibile parlare di neutrofilia. La neutrofilia è certamente la forma più comune di leucocitosi.
I neutrofili si caratterizzano per la forma segmentata del nucleo, il quale, tipicamente, risulta costituito da 3-5 lobi uniti fra loro da ponti di materiale nucleico (vedi immagini). I neutrofili più giovani possiedeno solo un numero limitato di lobi mentre con il progredire dell'età della cellula anche il numero di lobi aumenta portandosi verso i valori più elevati (4-5 lobi).
Proprio in virtù delle caratteristiche del nucleo i neutrofili sono anche chiamati leucociti polimorfonucleati.

## Eziologia

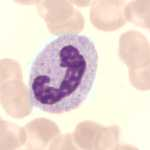
Granulociti neutrofili con nucleo a bastoncino

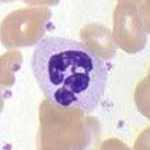
Granulociti neutrofili con nucleo segmentato

I neutrofili sono fra le prime cellule bianche del sangue a rispondere ad una infezione batterica. Ne consegue che la causa più comune di neutrofilìa è un'infezione batterica, specialmente causata da piogeni, ma anche infezioni micotiche e protozoiche .

I neutrofili risultano aumentati anche in qualsiasi infiammazione acuta, come ad esempio nel caso di una sindrome coronarica acuta oppure un infarto cerebrale o un'ustione, un'appendicite acuta, così come interventi chirurgici (in particolare la splenectomia), collagenopatie, traumi, necrosi tissutali, intossicazioni.
Anche alcuni stimoli fisiologici come il parto, il dolore, lo stress e lo sforzo fisico possono indurre neutrofilia.
Alcuni farmaci di tipo corticosteroide, come il prednisone, determinano lo stesso effetto di sostanze di tipo catecolaminico come l'adrenalina e la noradrenalina (vedi neutrofilia fisiologica).

Anche altri medicinali come il litio, e molto più raramente la ranitindina, la chinidina, la clorpropamide, la serotonina, la digitale, l'acetilcolina o ormoni sono fra le cause possibili di neutrofilia.
Una neutrofilia potrebbe anche essere il risultato di una sindrome mieloproliferativa e talvolta anche di una sindrome mielodisplastica, di un tumore maligno o di un'emopatia. Anche alcune forme di anemia, ad esempio l'anemia emorragica, oppure l'anemia megaloblastica o l'anemia emolitica) si associano a questa condizione.
La leucemia mieloide cronica (LMC) si caratterizza per la proliferazione incontrollata di una sola cellula multipotente che determina l'incremento notevole di cellule ematiche: queste cellule in molti casi possono essere neutrofili.
Nei casi più marcati di neutrofilia si assiste ad un forte aumento del rilascio in circolo di neutrofili immaturi e ad uno "spostamento a sinistra" (vedi sotto).

## Neutrofilia fisiologica
La neutrofilia fisiologica è causata dal rilascio dell'ormone adrenalina e di glucocorticoidi, pertanto si associa a situazioni di paura, gioia o intensa attività fisica. I citati ormoni portano ad un temporaneo aumento di neutrofili maturi, stimolando il rilascio degli stessi nel flusso ematico con mobilizzazione dal compartimento di marginato (di stoccaggio). L'incremento può essere registrato entro 1-2 ore dal rilascio ormonale e tende a mantenersi per 1-3 giorni con successivo ritorno ai valori basali.

## Spostamento a sinistra
I medici parlano di uno "spostamento a sinistra" della conta leucocitaria quando si riferiscono alla esistenza di un importante aumento nel sangue delle percentuali di neutrofili più giovani e meno differenziati e di cellule precursori dei neutrofili. Questa evenienza in genere riflette una liberazione anticipata o prematura delle cellule mieloidi dal midollo osseo, il sito in cui fisiologicamente vengono generati i neutrofili.

Una severa neutrofilia con spostamento a sinistra viene considerata come una reazione leucemoide. Il punteggio della fosfatasi alcalina leucocitaria (LAP), che si riferisce alla quantità di fosfatasi alcalina per neutrofili, tende ad aumentare.

## Segni e sintomi
La condizione di per sé è asintomatica. Eventuali segni e sintomi, qualora presenti, sono in relazione alla malattia di base che ha comportato la neutrofilia.

## Diagnosi
Eseguire una valutazione microscopica ottica della morfologia dei granulociti circolanti è fondamentale.
Questo approccio permette di osservare eventuali alterazioni del nucleo e dei granulociti citoplasmatici che nel caso di alcune specifiche malattie possono avere rilevanza diagnostica.

In un numero limitato di casi può essere opportuno lo studio della funzionalità granulocitaria.
Nel sospetto di una sindrome mieloproliferativa si rende necessario eseguire l'esame del midollo osseo.